# Chunghwa-gun
Chunghwa-gun (koreanska: 중화군) är en kommun i Nordkorea.   Den ligger i provinsen Pyongyang, i den sydvästra delen av landet, 20 km söder om huvudstaden Pyongyang.